# Фенілаланін
Фенілалані́н — амінокислота, одна з двадцяти стандартних амінокислот, що входять до складу білків. Ліпофільна (аполярна) амінокислота. Поглинає ультрафіолет (254 нм) і має слабку флуоресценцію.
Фенілаланін (α-аміно-β-фенілпропіонова кислота, скор.: Фен, Phe, F) — ароматична альфа-амінокислота. Існує у двох оптично ізомерних формах L і D та у вигляді рацемату (DL). За хімічною будовою сполуку можна представити як амінокислоту аланін, у якій один з атомів водню заміщений фенільною групою.
l -Фенілаланін є протеїногенною амінокислотою і входить до складу білків усіх відомих живих організмів. Беручи участь у гідрофобних та стекінг — взаємодіях, фенілаланін відіграє значну роль у фолдингу та стабілізації білкових структур, є складовою частиною функціональних центрів.

## Властивості
Фенілаланін є безбарвною кристалічною речовиною, що розкладається при плавленні.
У вакуумі при нагріванні сублімує. Обмежено розчиняється у воді, малорозчинний в етанолі.
З азотною кислотою дає ксантопротеїнову реакцію. При нагріванні піддається декарбоксилювання.

## Біосинтез
У процесі біосинтезу фенілаланіну проміжними сполуками є шикімат, хоризмат, префенат. Фенілаланін у природі синтезується мікроорганізмами, грибами та рослинами. Докладніше біосинтез фенілаланіну розглянуто у статті шикіматний шлях .
Для людини, як і для всіх Animalia , фенілаланін є незамінною амінокислотою і повинен надходити в організм у достатній кількості з білками їжі.
Добова потреба дорослої людини — 4.4г

## Катаболізм
У природі відомо кілька шляхів біодеградації фенілаланіну. Основними проміжними продуктами катаболізму фенілаланіну і метаболічно пов'язаного з ним тирозину у різних організмів виступають фумарат, піруват, сукцинат, ацетоацетат, ацетальдегід та ін. У тварин і людини фенілаланін і тирозин розпадаються до фумарату рівень кетонових тіл у крові), тому ці амінокислоти характером катаболізму у тварин відносять до глюко-кетогенним (змішаним) (див.класифікацію амінокислот). Основним метаболічним перетворенням фенілаланіну у тварин і людини є ферментативне гідроксилювання цієї амінокислоти з утворенням іншої ароматичної амінокислоти — тирозину.
Перетворення фенілаланіну в тирозин в організмі більшою мірою необхідне для видалення надлишку фенілаланіну, ніж для відновлення запасів тирозину, оскільки тирозин зазвичай у достатній кількості надходить з білками їжі, тому його нестачі, зазвичай, немає. Подальшим катаболічним перетворенням піддається саме тирозин.
Фенілаланін є попередником циннамату  - одного з основних попередників фенілпропаноїдів. Фенілаланін може метаболізуватися в один із біогенних амінів  - фенілетиламін.
При спадковому захворюванні фенілкетонурії перетворення фенілаланіну в тирозин порушено, і в організмі відбувається накопичення фенілаланіну та його метаболітів (фенілпіруват, феніллактат, фенілацетат, орто — гідроксифенілацетат, фенилацетилглута.

## Аналоги
Відомо, що деякі сполуки, структурно близькі (аналоги) протеїногенних амінокислот, здатні конкурувати з цими протеїногенними амінокислотами, і включатися замість них до складу білків у процесі їхнього біосинтезу (хоча, механізми білкового синтезу здатні дискримінувати аналоги на користь канонічних природних амінокислот).  Такі аналоги (антагоністи протеїногенних амінокислот), будучи антиметаболітами, тією чи іншою мірою токсичні для клітин. Для фенілаланіну добре відомі такі аналоги.
- l -2,5-Дігідрофенілаланін ((S)-2-аміно-3-(циклогекса-1,4-дієніл)-пропанова кислота, pheH 2 , H 2 Phe, DHPA) — виробляється різними Actinobacteria (наприклад, Streptomyces arenae) і Gammaproteobacteria (наприклад, Photorhabdus luminescens) як токсин, що сприяє виживанню у міжвидовій конкурентній боротьбі, тобто відіграє роль антибіотика . l -2,5-Дігідрофенілаланін, як і фенілаланін, у природі синтезується з префенату, тобто шикіматним шляхом  . В експериментах з ауксотрофним фенілаланіном штамомEscherichia coli ATCC 9723f вдавалося домогтися заміщення в білках 65 % фенілаланіну на 2,5-дигідрофенілаланін, без втрати життєздатності, хоча швидкість зростання суттєво знижувалася пропорційно відсотку заміщення залишків фенілаланіну . У клітинних білках саркоми 180 можливе заміщення 33 % залишків фенілаланіну, що також не є летальним для клітин.  Показано, що l -2,5-дигідрофенілаланін здатний індукувати катепсин — залежний апоптоз промієлоцитарних лейкозних клітин людини (HL-60) .
- Фторфенілаланіни — синтетичні аналоги, в яких певні атоми водню (зазвичай один з атомів водню фенільної групи) заміщений атомом фтору. Атом фтору стерично близький до атома водню (має трохи більший радіус Ван-дер-Ваальса (1,35 Å проти 1,20 Å), хоча в інших відносинах ці атоми відрізняються значно — відрізняючись високою електронегативністю (4,0 проти 2,1), фтор надає молекулі велику полярність, гідрофільність і створює так званий фторофільний ефект.), тому для певних ауксотрофних по фенілаланіну мікроорганізмів можлива навіть повна заміна практично всього фенілаланіну на його фторзаміщені аналоги, причому збиток від такої заміни може бути сумісний з основними життєвими функціями клітини (зростання, розподіл сильно пригнічуються, сповільнюються, однак  .  Фторфенілаланіни є одними з найбільш широко використовуваних аналогів природних сполук у біохімічних та фізіологічних дослідженнях.  З фторфенілаланінів найбільш добре відомий і найбільш популярний у дослідженнях пара -фторфенілаланін (4-фторфенілаланін, 4fF, pFF, PFPA). Включення в білки п-фторфенілаланіну замість фенілаланіну може позитивно або негативно позначатися на таких їх властивостях, як активність, стабільність та термостійкість  . Як правило, п -фторфенілаланін надає сильний інгібуючий вплив на темпи зростання «отруєних» ним мікроорганізмів (у його присутності лаг-фаза триває довше, а експоненційне зростання змінюється лінійним), а не його ступінь (урожайність клітинних культур при додаванні аналога може навіть зростати) .  Часто процеси розподілу пригнічуються сильніше, ніж зростання — у цьому випадку розмір клітин з кожним розподілом зростає аж до виникнення гігантських клітин (у випадку дріжджів) або аномально подовжених паличок (у випадкубактерій).  Включаючись у структуру флагелінів , п -фторфенілаланін порушує структуру і функціонування бактеріальних (Salmonella typhimurium) джгутиків (формуються функціонально неповноцінні «завиті» правозакручені джгутики замість нормальних лівозакручених)  . В результаті мутацій бактерії можуть швидко розвивати стійкість до фторфенілаланіну, тому фторфенілаланіни не можуть бути ефективними протибактеріальними засобами.
- Піридилаланіни — 2-азафенілаланін (2aF), 3-азафенілаланін (3aF), 4-азафенілаланін (4aF) — синтетичні аналоги, структурна відмінність від фенілаланіну полягає в «заміні» однієї з CH -груп бензольного залишку на атом азоту (піридин).
- Інші аналоги фенілаланіну: β-фенілсерин, β-2-тієнілаланін, β-3-тієнілаланін, β-2-фурілаланін, β-3-фурілаланін, β-(1-циклопентен)-аланін  .
- Крім вищезгаданих аналогів відомі й інші (наприклад, α-азафенілаланін, конформаційно-фіксовані аналоги, такі як 1,2,3,4-тетрагідроізохінолін-3-карбонова кислота  ), які фігурують у різних дослідженнях, у тому числі і з пошуку нових ліків (біологічно активні псевдопептиди та інші).

## Виробництво та застосування
Фенілаланін у промислових масштабах одержують мікробіологічним способом  . Можливий також хімічний синтез (синтез Ерленмейєра з бензальдегіду, синтез Штрекера з фенілацетальдегіду) з подальшим поділом рацемічної суміші за допомогою ферментів  . Використовують фенілаланін для збалансування кормів для тварин як компонент спортивного харчування, як харчова добавка. Значна частина фенілаланіну йде на виробництво дипептиду аспартаму  - синтетичного цукрозамінника, що активно використовується в харчовій промисловості, частіше у виробництві жувальної гумки та газованих напоїв .. Вживання таких продуктів протипоказане особам, які страждають на фенілкетонурію.

## Біологічна роль
L-фенілаланін — це одна з основних 20 амінокислот, що бере участь у біохімічних процесах формування протеїнів та кодується певним геном ДНК. Кодони L-фенілаланіну UUU та UUC. Фенілаланін є попередником тирозину, сигнального монаміну допаміну, адреналіну та норадреналіну, а також пігменту шкіри меланіну.

## Захворювання
Нездатність організмом метаболізувати фенілаланін викликає хворобу — фенілкетонурію, стан при якій підтримується дієтою та сучасними препаратами (наприклад, Пегваліаза, Сапроптерин).